# سیارک ۴۷۹۱
سیارک ۴۷۹۱ (به انگلیسی: 4791 Iphidamas، نامگذاری:1988PB1) چهار هزار و هفتصد و نود و یکمین سیارک کشف شده‌است که در ۱۴ اوت ۱۹۸۸ کشف شد.
قدر مطلق سیارک برابر ۹٫۹۰ است.